# Carlos Manarelli
Carlos Alexandre Manarelli (Paraná, Rio Grande do Norte, 13 de febrer de 1989) és un ciclista brasiler que és professional des del 2007, encara que durant algunes temporades ha tornat a les categories amateurs. En el seu palmarès destaquen la Volta del Paranà del 2014 i la Copa Amèrica de Ciclisme del 2015.

## Palmarès
- 2006
  - 1r a la Volta ciclista de la Joventut
- 2007
  - 1r a la Volta a Gravataí
- 2009
  - 1r al Gran Premi de la Indústria del marbre
- 2010
  - Vencedor d'una etapa del Giro del Friül-Venècia Júlia
- 2011
  -  Campió del Brasil sub-23 en ruta
  -  Campió del Brasil sub-23 en contrarellotge
- 2014
  - 1r a la Volta del Paranà i vencedor de 2 etapes
- 2015
  - 1r a la Copa Amèrica de Ciclisme